# آرکادی رایلوف
آرکادی رایلوف (روسی: Аркадий Александрович Рылов؛ ۱۷ ژانویهٔ ۱۸۷۰ – ۲۲ ژوئن ۱۹۳۹) نقاش نمادگرای اهل امپراتوری روسیه بود. از آثار برجسته‌اش در گستره لاجوردی را می‌توان نام برد.